# Pedro Bernardo González
Pedro González (San Estanislao, San Pedro, Paraguay; 21 de febrero de 1999) es un futbolista paraguayo. Juega como guardameta y su equipo actual es el Club Olimpia de la Primera División de Paraguay.

## Trayectoria

### Club Olimpia
Debutó el 10 de junio de 2018, contra el Club Nacional por la última fecha del Torneo Apertura 2018.

## Clubes
| Club         | País     | Año    |
| ------------ | -------- | ------ |
| Club Olimpia | Paraguay | 2018 - |

## Estadísticas

### Clubes
Actualizado el 10 de febrero de 2018.
| Club                  | Temporada | Liga | Liga | Copa Nacional | Copa Nacional | Copa Internacional | Copa Internacional | Total | Total |
| Club                  | Temporada | PJ   | GP   | PJ            | GP            | PJ                 | GP                 | PJ    | GP    |
| --------------------- | --------- | ---- | ---- | ------------- | ------------- | ------------------ | ------------------ | ----- | ----- |
| Club Olimpia Paraguay |           |      |      |               |               |                    |                    |       |       |
| 2018                  | 2         | 3    | -    | -             | 0             | 0                  | 2                  | 3     |       |
| Total                 | 2         | 3    | -    | -             | 0             | 0                  | 2                  | 3     |       |

- Leyenda: PJ = Partidos Jugados, GP = Goles Permitidos

## Palmarés

### Campeonatos nacionales
| Título          | Club    | País     | Año  |
| --------------- | ------- | -------- | ---- |
| Torneo Apertura | Olimpia | Paraguay | 2018 |
| Torneo Clausura | Olimpia | Paraguay | 2018 |